# Tilleul à grandes feuilles
Tilia platyphyllos
Espèce
Classification APG III (2009)
Statut de conservation UICN

 LC  : Préoccupation mineure
Répartition géographique

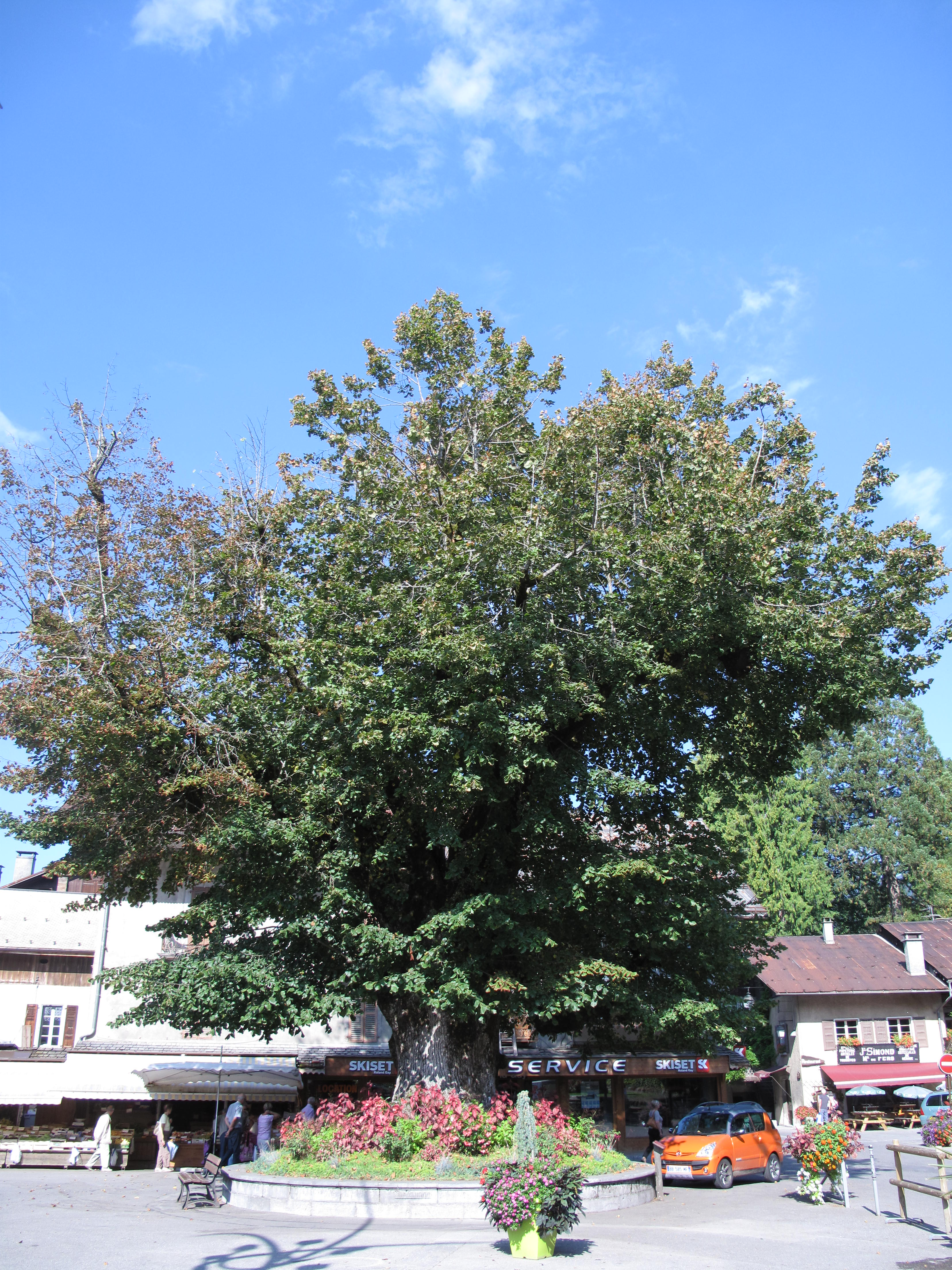
Gros tilleul de Samoëns

Le tilleul à grandes feuilles (Tilia platyphyllos Scop., syn. T. grandifolia) est une espèce de plantes à fleurs de la famille des  Tiliaceae, ou des Malvaceae, sous-famille des Tilioideae, selon la classification phylogénétique. C'est un arbre des régions tempérées d'Europe, souvent plantée comme arbre d'alignement.

## Description
Altitude : jusqu'à 1 800 m.
Taille : de 30 à 40 m.
Floraison : d'avril à juin.
Cycle de vie : jusqu'à 1 000 ans.

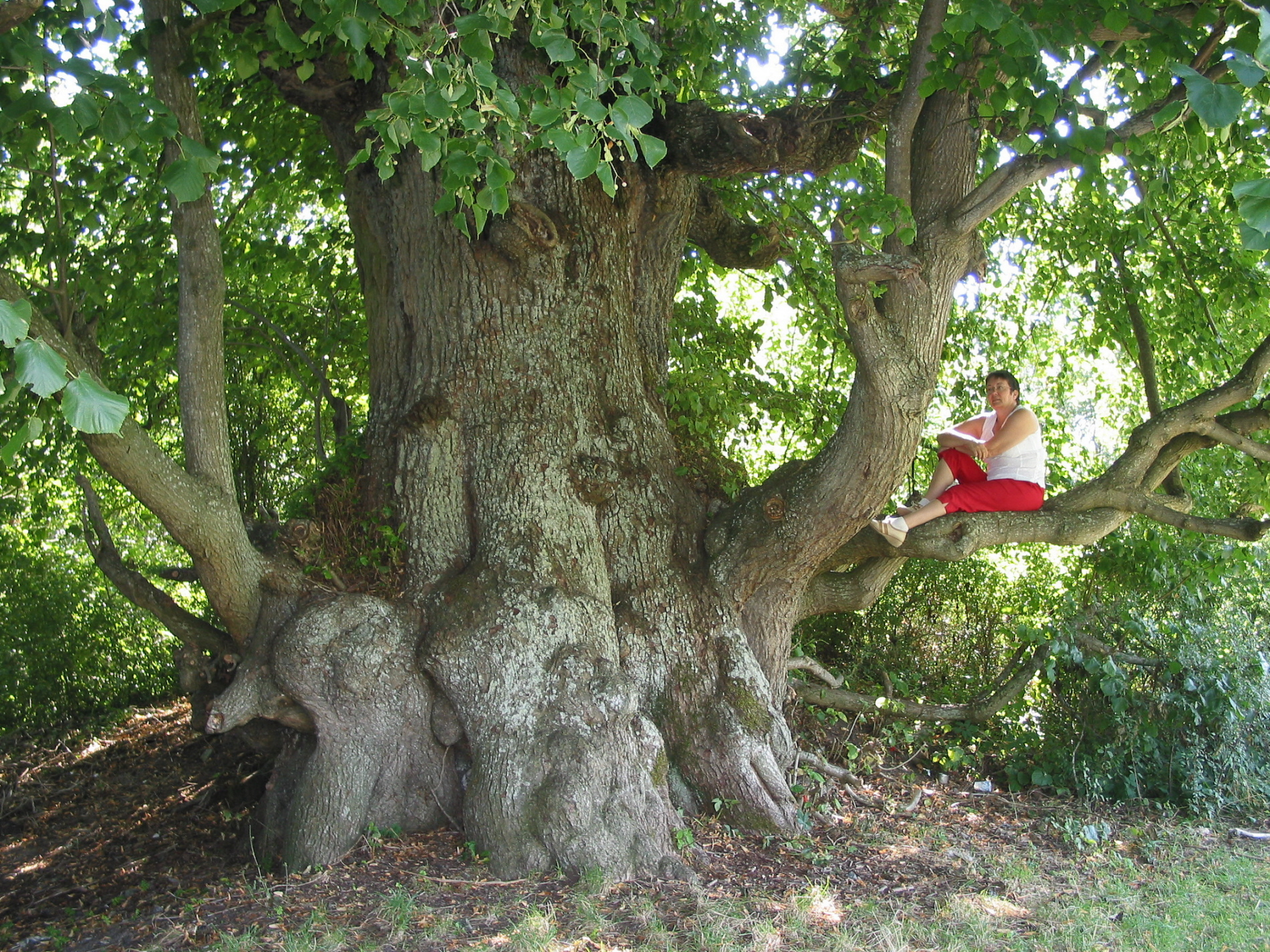
Spécimen belge.

Répartition : en France, il est présent dans la moitié est, dans les Pyrénées et en Corse ainsi que dans le nord du pays. Il manque dans le Midi méditerranéen. Assez rare dans l'état naturel, il est souvent planté en haies.
Toxicité : comestible.
Habitat : forêts de montagnes et gorges.
Fleurs : fleurs en fausse ombelle par 2-5 sur une bractée foliacée.

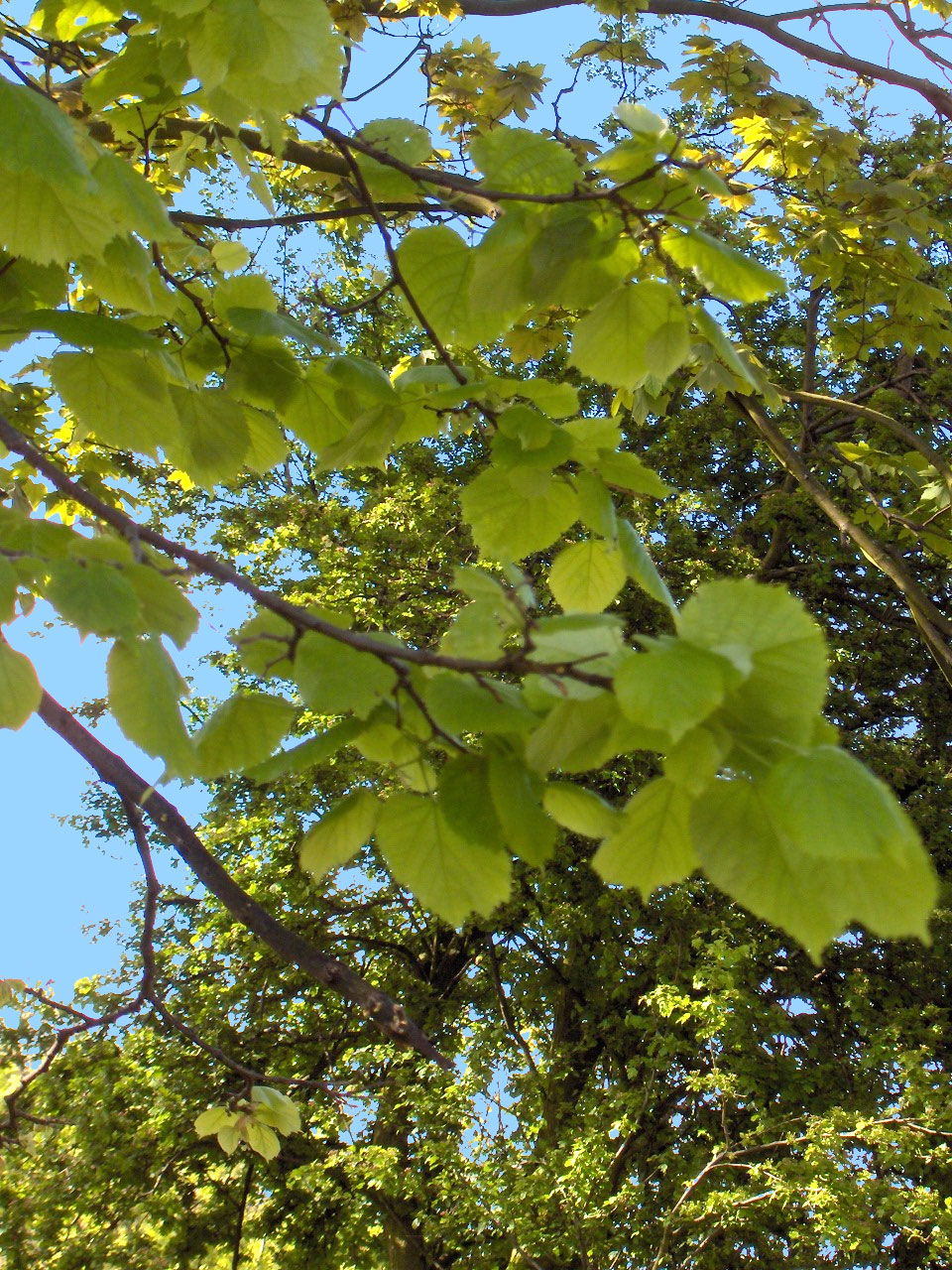
Feuilles.

Feuilles : grandes feuilles en forme de cœur oblique (10-15 cm), feutrées sur leur face inférieure, à poils jaune-blanc à l'angle des nervures.
Écorce : lisse et grise, puis formation d'un rhytidome brun foncé à noirâtre, fissuré longitudinalement; sillons étroits et peu profonds; crêtes entrecroisées en réseau.
Tiges : jeunes rameaux luisants, vert côté ombre, brun rougeâtre côté lumière, glabres ou légèrement duveteux, puis glabrescents; ponctués de lenticelles claires allongées.
Reproduction : fruits durs, à cinq côtes saillantes. Disposés en bouquets, ils sont portés par un long pédoncule muni d'une bractée (aile) étroite, qui facilite leur dispersion par le vent.
Des rejets sont souvent observés sur le tronc.
Il se distingue de Tilia cordata Mill. (Tilleul à petites feuilles) par la présence d'une pubescence blanchâtre sur la face inférieure des feuilles, à l'aisselle et le long des nervures.

## Historique
Durant le néolithique, le bois du tilleul était probablement utilisé comme arme. Pierre Pétrequin, éditeur de Construire une maison 3 000 ans av JC nous décrit l'opération : « Il n'est pas indispensable d'abattre les arbres pour les écorcer ; la solution la plus satisfaisante est d'encocher la base des jeunes tilleuls et, depuis le bas, d'arracher par traction les bandes d'écorce qui vont se détacher au niveau des premières branches. Ces bandes d'écorces sont mises à rouir, c'est-à-dire qu'on les immerge pendant un mois en moyenne, sous un tas de pierres pour les plaquer au fond. L'écorce rouie se transforme en excellente filasse, très résistante, qu'il est possible de torsader et de toronner ; à partir d'une écorce de 5 m de long et de 17 cm de largeur, on a réalisé 12 m de corde de 2 cm de diamètre (deux torons), en 30 minutes à deux personnes. »
En Gaule, le tilleul était l'arbre traditionnel du centre du village, En Allemagne, cet arbre est plus populaire que les chênes : c'est en dessous d'un tilleul de justice que les Germains se rassemblaient pour rendre la justice. Dans les villages, le tilleul servait de point de ralliement pour les assemblées et sous certains des plus vieux on aménageait une petite piste de danse. Dans l'ouest de l'Allemagne plus de 850 noms de localités évoquent les tilleuls mais son utilisation en tisane dans ce pays n'est pas aussi commune qu'en France, voire assez rare.

## Légende
Le tilleul était appelé "L'arbre sorcier" pour ses pouvoirs curatifs qui étaient attribués à des esprits puissants qui habitaient son écorce. Dans les îles Canaries, à Fierro, existait un tilleul gigantesque que les gens du pays appellent le Garoé, l'Arbre saint ou encore “l'arbre qui pleure”. Les années de sécheresse, il en tombe de l'eau fraîche, suffisamment pour abreuver tous les habitants de l'île, animaux et êtres humains. Cependant, pour les botanistes, le Garoé n'était pas un tilleul mais un laurier endémique des Canaries de l'espèce Ocotea foetens.

## Maladies et parasitoses

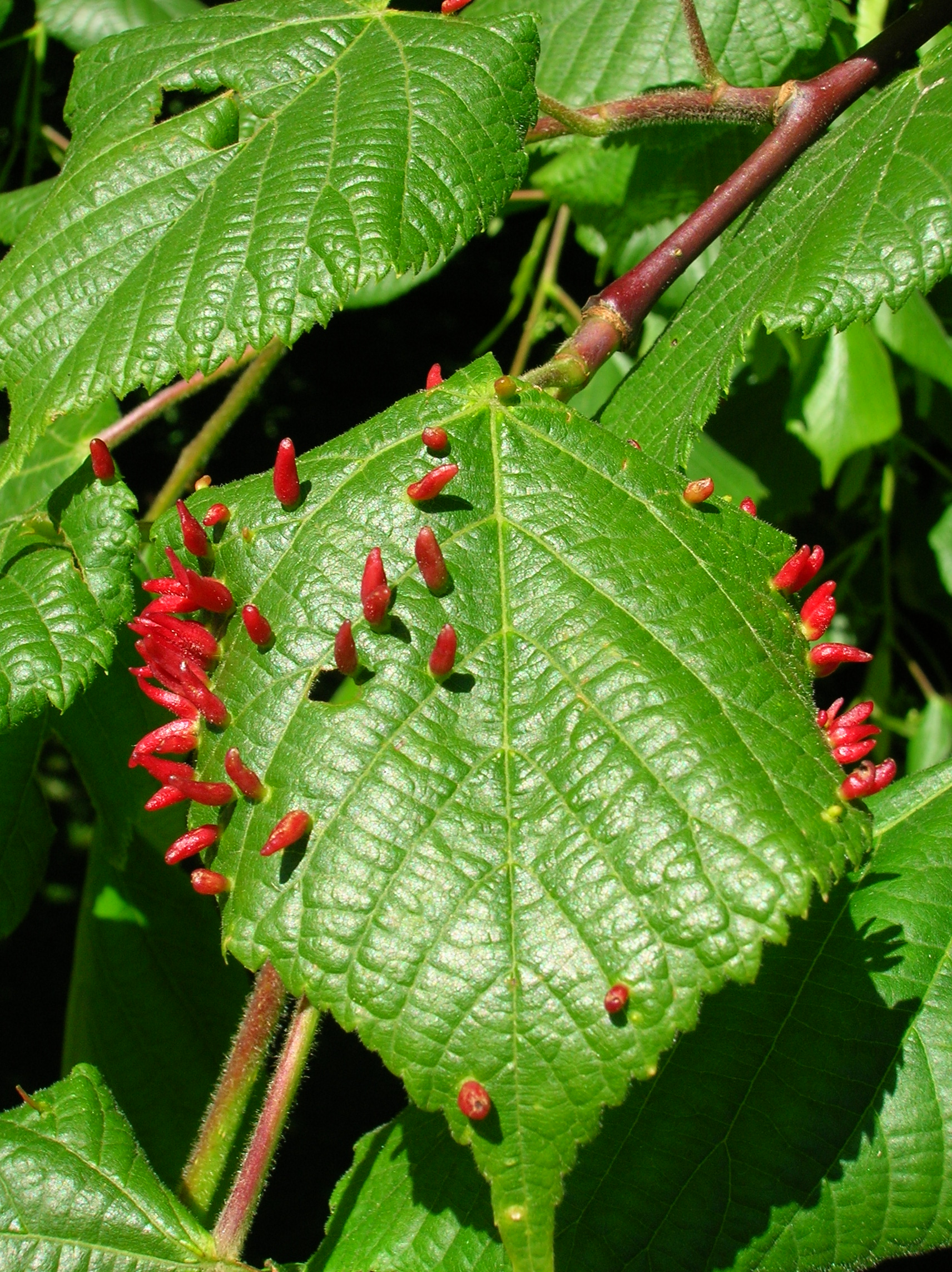
Galle provoquée par Eriophyes tiliae tiliae.

Sur les feuilles se forment des galles formées par une réaction des tissus de la tige à la présence d'œufs puis de larves d'acariens. Sur le limbe se développent des galles en cornicules de l'espèce Eriophyes tiliae tiliae, appelée aussi Phytopte du tilleul. À l'aisselle des nervures, se développent des galles velues de l'acarien Eriophyes exilis. Ces excroissances forment une touffe de poils à la base qui obstrue le minuscule opercule de la galle mais affectent très peu la vigueur de l'arbre car les larves quittent l'arbre dès l'automne pour s'installer sur les rameaux, sous l'écorce ou à la base des bourgeons où elles passeront l'hiver.

## Utilisation
Les miels de tilleul sont appréciés.
Les fleurs séchées sont utilisées en tisane, et sous forme d'hydrolat, seules ou en mélange.
Les feuilles de tilleul peuvent être consommées crues ou cuites, ou séchées et transformées en poudre, ou encore sous forme de « thé de tilleul » (Lindenblütentee).
Le bois est apprécié pour la sculpture car il se travaille facilement. En revanche, il pourrit rapidement et casse avec le temps.

## Propriétés officinales
Les feuilles sont émollientes.
Les fleurs en infusion légère sont sédatives, mais en infusion trop longue et forte elles peuvent provoquer des insomnies.
L'aubier est cholérétique, diurétique et antispasmodique.